# Манус (провинция)
Манус (англ. Manus Province) — провинция Папуа — Новой Гвинеи, включающая в себя Острова Адмиралтейства. Административный центр провинции — город Лоренгау, расположена на северо-восточном побережье острова Манус — самого крупного в архипелаге.
На небольшом острове Лос Негрос находится аэропорт Момоте. Из Момоте регулярно летают самолеты в Кавьенг, Лаэ и Порт-Морсби. Кроме аэропорта Момоте, на острове Манус расположена взлетно-посадочная полоса Лоренгау.
В провинции Манус находится всего один одноименный округ. Единственный город на острове — Лоренгау.